# Hayes (Jamajka)
Hayes – miasto na Jamajce, w regionie Clarendon; 9759 mieszkańców (2008). Przemysł spożywczy, włókienniczy.